# Parafia Świętego Krzyża w Redcliffe
Parafia Świętego Krzyża w Redcliffe – parafia rzymskokatolicka, należąca do archidiecezji Brisbane.
Na terenie parafii, oprócz kościoła parafialnego w Redcliffe znajduje się także kościół filialny pw. św. Benedykta w Mango Hill, oraz kościół filialny pw. Najświętszej Maryi Panny Królowej Pokoju w Woody Point.
Przy parafii w Redcliffe funkcjonuje katolicka szkoła podstawowa św. Benedykta i college Podwyższenia Krzyża.